# Виа Егнация
 Тази статия е за античния път.  За съвременната магистрала вижте Егнатия Одос.  
Виа Егнация (на латински: Via Egnatia; на гръцки: Εγνατία Οδός, Егнатия Одос) е сред най-известните военни пътища, построени от древните римляни през 145 г. пр.н.е., който е продължение на Виа Апия (Via Appia) отвъд Адриатическо море, в Гърция.
Пътят минава през Македония и Тракия и стига до Мала Азия, където се съединява с персийския Царски път, известен още от времето на Кир Велики и Дарий I. Виа Егнация минава по самия бряг на Егейско и Мраморно море, тоест южните брегове на Тракия и свързва Рим с източните провинции на империята.
Тя е по-позната от текста на Страбон:
От Аполония до Македония се пътува по Егнациевия път, на изток; той е измерен с римски мили и белязан с колони чак до Кипсела398 и реката Хеброс399 – разстояние от петстотин тридесет и пет мили. Ако човек пресметне, както го правят повечето, това ще да е четири хиляди двеста и осемдесет стадия, но ако смяташ като Полибий, който добавя два плетъра, което е една трета стадий към всеки осем стадия, трябва да се добавят сто седемдесет и осем стадия – третината от броя на милите. И се получава така, че пътниците от Аполония и от Епидамн се срещат на равно разстояние от двете места на същия път400. Прочее, макар пътят като цяло да се нарича Егнациевия път, първата му част се нарича Пътя до Кандавия, илирийска планина, и минава през Лихнидос401, град, и Пюлон, място на пътя, което бележи границата между илирийската земя и Македония. От Пюлон пътят продължава до Барнунт402 през Хераклея403 и земята на линкестите и на еордите до Едеса404 и Пела405 чак до Тесалоникея406; а дължината на този път, според Полибий, е двеста шестдесет и седем. (Страбон, География, кн.7-7, 4) превод от поредицата „Антични автори към изворите за Тракия и траките“
Важни градове, през които преминава от запад на изток:
| Старинно име                                          | Модерно име                                     | Държава           |
| ----------------------------------------------------- | ----------------------------------------------- | ----------------- |
| Dyrrachium, Epidamnos (Дирахиум, по-късно Епидамнос)  | Драч                                            | Албания           |
| Claudiana (Клавдиана)                                 | Пекин                                           | Албания           |
| Apollonia (Аполония Илирийска)                        | до град Пожани (7 км Изток от Фиер )            | Албания           |
| Masio Scampa (Масио Скампа)                           | Елбасан                                         | Албания           |
| Lychnidos (Лихнида)                                   | Охрид                                           | Северна Македония |
| Heraclea Lyncestis (Хераклея Линкестис)               | Битоля                                          | Северна Македония |
| Florina (Флорина)                                     | Лерин                                           | Гърция            |
| Edessa (Едеса)                                        | Воден                                           | Гърция            |
| Pella (Пела)                                          | Пела                                            | Гърция            |
| Thessalonike (Тесалоники)                             | Солун (Солун)                                   | Гърция            |
| Pydna (Пидна)                                         | Най-вероятно Китрос, на 6 км ЮИ от днешна Пидна | Гърция            |
| Amphipolis (Амфиполис)                                | Амфиполи                                        | Гърция            |
| Philippi (Филипи)                                     | 14 км СИ от Кавала                              | Гърция            |
| Neapolis (Неаполис)                                   | Кавала                                          | Гърция            |
| Traianoupolis (Траянополис)                           | Траянополи, Беломорска Тракия                   | Гърция            |
| Kypsela (Кипсела)                                     | Ипсала                                          | Турция            |
| Aenus                                                 | Енос                                            | Турция            |
| Aproi (Apros, Apris, Aprī) (Апри)                     | Кермеян                                         | Турция            |
| Adrianople (Адрианополис)                             | Одрин                                           | Турция            |
| Perinthus, Heraclea (Перинт, Хераклея)                | село до Мармарис                                | Турция            |
| Caenophrurium (Кайнофруриум)                          | Синекли                                         | Турция            |
| Selymbria (Селимбрия)                                 | Силиврия                                        | Турция            |
| Melantias (Мекантиас)                                 |                                                 | Турция            |
| Rhegion (Реджион)                                     | Кючукчекмедже, на 15 км З от Истанбул           | Турция            |
| Byzantium, Constantinople (Бизантиум, Константинопол) | Истанбул                                        | Турция            |

Днес в Гърция Егнатия Одос се нарича магистралата, свързваща Дедеагач (Александруполи) на Егейско море с Игуменица на Йонийско море.